# 42.º governo republicano (Portugal)
O 42.º governo da Primeira República Portuguesa nomeado a 15 de fevereiro de 1925 e exonerado a 1 de julho do mesmo ano, foi liderado por Vitorino Guimarães.
A sua constituição era a seguinte:
| Cargo                               | Detentor | Detentor                                           | Período                                           |
| ----------------------------------- | -------- | -------------------------------------------------- | ------------------------------------------------- |
| Presidente do Ministério            |          | Vitorino Guimarães (1876–1957)                     | 15 de fevereiro de 1925 a 1 de julho de 1925      |
| Ministro do Interior                |          | Vitorino Henriques Godinho (1878–1962)             | 15 de fevereiro de 1925 a 1 de julho de 1925      |
| Ministro da Justiça e dos Cultos    |          | Adolfo de Oliveira Coutinho (1875–1950)            | 15 de fevereiro de 1925 a 1 de julho de 1925      |
| Ministro das Finanças               |          | Vitorino Guimarães (1876–1957)                     | 15 de fevereiro de 1925 a 1 de julho de 1925      |
| Ministro da Guerra                  |          | Ernesto Vieira da Rocha (1872–1952)                | 15 de fevereiro de 1925 a 21 de abril de 1925     |
| Ministro da Guerra                  |          | Vitorino Henriques Godinho (interino) (1878–1962)  | 21 de abril de 1925 a 23 de abril de 1925         |
| Ministro da Guerra                  |          | António Mimoso Guerra (1867–1950)                  | 23 de abril de 1925 a 18 de junho de 1925         |
| Ministro da Guerra                  |          | Vitorino Guimarães (interino) (1876–1957)          | 18 de junho de 1925 a 1 de julho de 1925          |
| Ministro da Marinha                 |          | Fernando Augusto Pereira da Silva (1871–1943)      | 15 de fevereiro de 1925 a 1 de julho de 1925      |
| Ministro dos Negócios Estrangeiros  |          | Joaquim Pedro Martins (1875–1939)                  | 15 de fevereiro de 1925 a 1 de julho de 1925      |
| Ministro do Comércio e Comunicações |          | Frederico Ferreira de Simas (1872–1945)            | 15 de fevereiro de 1925 a 1 de julho de 1925      |
| Ministro das Colónias               |          | António de Paiva Gomes (não empossado) (1878–1939) | 15 de fevereiro de 1925 a 16 de fevereiro de 1925 |
| Ministro das Colónias               |          | Henrique Paço d'Arcos (1878–1935)                  | 16 de fevereiro de 1925 a 1 de julho de 1925      |
| Ministro da Instrução Pública       |          | Rodolfo Xavier da Silva (1877–1955)                | 15 de fevereiro de 1925 a 1 de julho de 1925      |
| Ministro do Trabalho                |          | Ângelo Sampaio Maia (1886–1969)                    | 15 de fevereiro de 1925 a 1 de julho de 1925      |
| Ministro da Agricultura             |          | Francisco do Amaral Reis (1873–1938)               | 15 de fevereiro de 1925 a 1 de julho de 1925      |